# World Economic Outlook
World Economic Outlook (WEO) (с англ. — «Перспективы мировой экономики») — является исследованием, проводимым и публикуемым Международным валютным фондом. Оно публикуется два раза в год и частично обновляется два раза в год. Оно предоставляет данные о мировой экономике в ближнем, среднесрочном прогнозе и в долгосрочном прогнозе на период до четырех лет вперед. Прогнозы (WEO) включают ключевые макроэкономические показатели, такие как ВВП, инфляция, счет текущих операций и сальдо государственного бюджета более чем в 180 странах мира. В нем также рассматриваются основные вопросы экономической политики.